# حسين جميل (لاعب كرة قدم بحريني)
حسين جميل منصور علي حسين سباع المعروف باسم حسين جميل وأيضا السنكوس (ولد في 3 أكتوبر 1997 في المنامة، البحرين) لاعب كرة قدم بحريني يجيد اللعب في مركز الظهير الأيمن وبدرجة أقل الجناح الأيمن. يلعب حاليا لصالح المحرق البحريني منذ 2019.

## المسيرة الرياضية

### الأندية
في 1 يوليو 2015 تم تصعيد السنكوس (18 سنة) إلى الفريق الأول بنادي الشباب البحريني (الدرجة الثانية). في موسمه الأول 2015-2016 وفي بطولة كأس الملك خرج من مباراته الأولى عندما خسر في الدور 16 من المحرق 0-5. وفي بطولة كأس الاتحاد البحريني فشل فريقه في التأهل إلى الدور النصف النهائي عندما احتل المركز التاسع في المجموعة الأولى بفارق 16 نقطة عن صاحب المركز الثاني الحد.
في موسمه الثاني 2016-2017 وفي بطولة دوري الدرجة الثانية ساهم في تتويج فريقه بالبطولة بعدما تصدر الترتيب بفارق 9 نقاط عن وصيفه الاتحاد ليصعدا معا إلى الدوري الممتاز وليحقق السنكوس أولى بطولاته مع الأندية. وفي بطولة كأس الملك ساهم في وصول فريقه إلى الدور النصف النهائي حينها خسر من المنامة 0-1. وفي بطولة كأس الاتحاد البحريني فشل فريقه في التأهل إلى الدور النصف النهائي عندما احتل المركز الثامن في المجموعة الثانية بفارق 10 نقاط عن صاحب المركز الثاني البحرين.
في موسمه الثالث 2017-2018 وفي بطولة الدوري الممتاز ساهم في احتلال فريقه المركز الخامس بفارق 7 نقاط عن منطقة الهبوط. وفي بطولة كأس الملك خرج فريقه من المرحلة الأولى عندما خسر من النجمة بركلات الترجيح بعد تعادلهما سلبيا بدون أهداف في مجموع المباراتين. وفي بطولة كأس النخبة البحريني فشل فريقه في التأهل إلى الدور النصف النهائي عندما احتل المركز الثالث في المجموعة الأولى بفارق 3 نقاط عن صاحب المركز الثاني المحرق.
في موسمه الرابع والأخير 2018-2019 وفي بطولة الدوري الممتاز ساهم في حصد فريقه 6 نقاط من 9 مباريات. وفي بطولة كأس الملك ساهم في وصول فريقه إلى الدور الربع النهائي حينها خسر من الرفاع 1-4 في مجموع المباراتين. وفي بطولة كأس الاتحاد البحريني فشل فريقه في التأهل إلى الدور النصف النهائي عندما احتل المركز الرابع في المجموعة الأولى بفارق 8 نقاط عن المتصدر الأهلي.
في 31 يناير 2019 انتقل السنكوس (21 سنة) من الشباب إلى بيركيركارا المالطي (الدوري الممتاز) في صفقة انتقال حر. في موسمه الوحيد 2018-2019 وفي بطولة الدوري الممتاز ساهم في احتلال فريقه المركز السابع بفارق 11 نقطة عن صاحب المركز الثالث غزيرا يونايتد المؤهل إلى الدوري الأوروبي. وفي بطولة كأس الاتحاد المالطي ساهم في وصول فريقه إلى الدور النصف النهائي حينها خسر من بالزان 2-3.
في 22 يوليو 2019 انتقل السنكوس (21 سنة) من بيركيركارا المحرق البحريني (الدوري الممتاز) في صفقة انتقال حر. في موسمه الأول 2019-2020 وفي بطولة الدوري الممتاز ساهم في احتلال فريقه المركز الثاني الوصيف بفارق نقطة واحدة عن البطل الحد. وفي بطولة كأس الملك ساهم في تتويج فريقه بالبطولة بعدما تغلب في المباراة النهائية على الحد 1-0 وليحقق السنكوس ثاني بطولاته مع الأندية. وفي بطولة كأس الاتحاد البحريني ساهم في تتويج فريقه بالبطولة بعدما تغلب في المباراة النهائية على البسيتين 4-1 وليحقق السنكوس ثالث بطولاته مع الأندية. وفي بطولة كأس العرب للأندية الأبطال ساهم في فوز فريقه في الدور 32 على شباب قسنطينة الجزائري بأفضلية الأهداف خارج الأرض بعد تعادلهما 3-3 في مجموع المباراتين ليتأهل إلى الدور 16 حينها خسر من الاتحاد السكندري المصري 0-3 في مجموع المباراتين.
في موسمه الثاني 2020-2021 وفي بطولة الدوري الممتاز ساهم في احتلال فريقه المركز الرابع بفارق 18 نقطة عن البطل الرفاع. وفي بطولة كأس الملك ساهم في وصول فريقه إلى الدور الربع النهائي حينها خسر من الأهلي 1-2. وفي بطولة كأس الاتحاد البحريني ساهم في تتويج فريقه بالبطولة بعدما تغلب في المباراة النهائية على الرفاع الشرقي 2-1 وليحقق السنكوس رابع بطولاته مع الأندية. وفي بطولة كأس الاتحاد الآسيوي ساهم تصدر فريقه المجموعة الثانية متفوقا على السلط الأردني المستضيف والأنصار اللبناني ومركز شباب بلاطة الفلسطيني ليتأهل إلى الدور النصف النهائي لمنطقة غرب آسيا حيث فاز على أرضه على العهد اللبناني 3-0 ليتأهل إلى المباراة النهائية لمنطقة غرب آسيا حيث فاز على الكويت الكويتي 2-0 ليتأهل إلى المباراة النهائية لبطولة كأس الاتحاد الآسيوي حيث تغلب على نسف قرشي الأوزبكستاني 3-0 وليحقق السنكوس خامس بطولاته مع الأندية.
في موسمه الثالث 2021-2022 وفي بطولة الدوري الممتاز ساهم في احتلال فريقه المركز الرابع بفارق 15 نقطة عن البطل الرفاع. وفي بطولة كأس الملك ساهم في وصول فريقه إلى الدور الربع النهائي حينها خسر من الرفاع بركلات الترجيح. وفي بطولة كأس الاتحاد البحريني ساهم في تتويج فريقه بالبطولة بعدما تغلب في المباراة النهائية على الحد بركلات الترجيح وليحقق السنكوس سادس بطولاته مع الأندية.
في موسمه الرابع 2022-2023 وفي بطولة الدوري الممتاز ساهم في احتلال فريقه المركز الثالث بفارق نقطتين عن البطل الخالدية. وفي بطولة كأس الملك ساهم في وصول فريقه إلى الدور الربع النهائي حينها خسر من الرفاع بركلات الترجيح. وفي بطولة كأس الاتحاد البحريني فشل فريقه في التأهل إلى الدور النصف النهائي بعدما احتل المركز الرابع في المجموعة الرابعة بفارق 4 نقاط عن المتصدر البحرين. وفي بطولة كأس العرب للأندية الأبطال ساهم في فوز فريقه في الدور التمهيدي الأول على السيب العماني بركلات الترجيح بعد تعادلهما 2-2 في مجموع المباراتين ليتأهل إلى الدور التمهيدي الثاتني حينها خسر من الاتحاد الرياضي المنستيري التونسي 0-3 في مجموع المباراتين.

## الإنجازات
- الشباب (1)
  - دوري الدرجة الثانية (1): 2017/2016
- المحرق (5)
  - كأس ملك البحرين (1): 2020/2019
  - كأس الاتحاد البحريني (3): 2020/2019 - 2021/2020 - 2022/2021
  - كأس الاتحاد الآسيوي (1): 2021